# Индийское торговое подворье

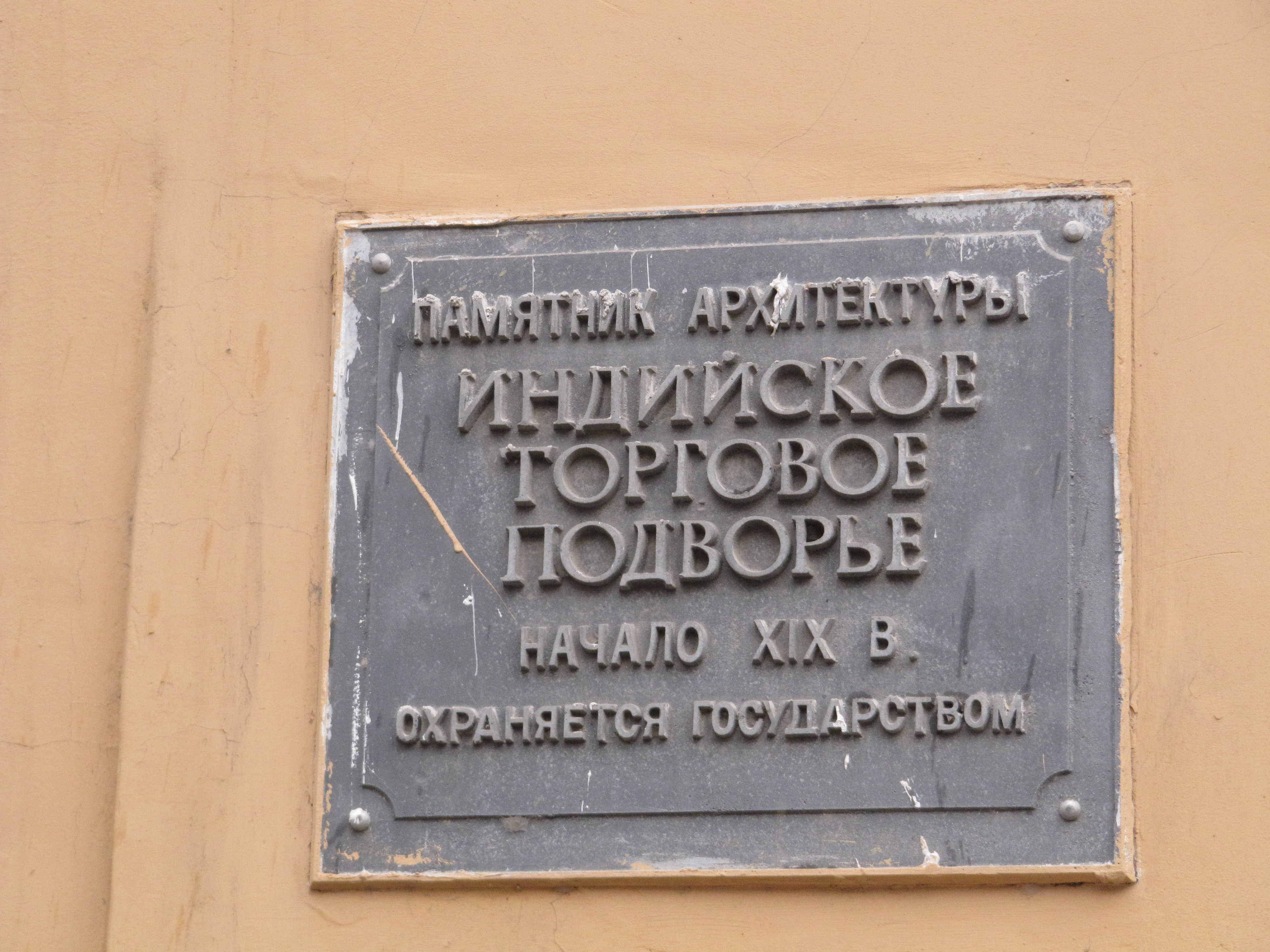
Мемориальная доска

Индийское торговое подворье  — архитектурно-исторический памятник XVII века, находящийся в Астрахани на улице Володарского, 14. Современное здание исторического памятника мало напоминает первоначальное состояние индийского подворья, представляя собой двухэтажное жилое здание с многочисленными пристройками, которые деформировали его первоначальный облик.
Впервые об индийском торговом подворье упоминается в Ключарёвской летописи за 1625 год: «В 1625 году персияне, армяне и индийцы построили… гостиные дворы: армянские, персидские и индийские каменные по обряду азиатскому, неподалёку от Спасского монастыря». Во время восстания Разина 1671—1672 гг. индийские торговые постройки были сожжены и в 1673 году были заново отстроены. В 1809 году здание было реконструировано в стиле классицизма. В середине XIX века индийцы ликвидировали свою торговую деятельность в Астрахани.